# Sus (genre)
Pour l'espèce du Sanglier d'Eurasie couramment appelée Sanglier, voir Sanglier.
Pour les articles homonymes, voir Sus.
Genre
Sus est un genre de mammifères artiodactyles de la famille des Suidés. Le porc est issu de l'espèce du Sanglier d'Eurasie (Sus scrofa), mais il est désormais classé comme espèce à part entière.

## Liste des espèces
Liste des espèces actuelles selon Mammal Species of the World (version 3, 2005)  (septembre 2017) et ITIS (septembre 2017) :
- Sus ahoenobarbus Huet, 1888 — Sanglier géant de Palawan
- Sus barbatus Müller, 1838 — Sanglier à barbe
- Sus bucculentus Heude, 1892 — Sanglier du Viêt Nam
- Sus cebifrons Heude, 1888 — Sanglier des Visayas
- Sus celebensis Müller and Schlegel, 1843 — Sanglier des Célèbes
- Sus oliveri Groves, 1997 — Sanglier de Mindoro
- Sus domesticus Erxleben, 1777 — Porc, forme domestique du Sanglier
- Sus philippensis Nehring, 1886 — Sanglier des Philippines
- Sus scrofa Linnaeus, 1758 — Sanglier d'Eurasie ou simplement Sanglier
- Sus verrucosus Boie, 1832 — Sanglier de Java